# Wolfgang Metzler (Mathematiker)

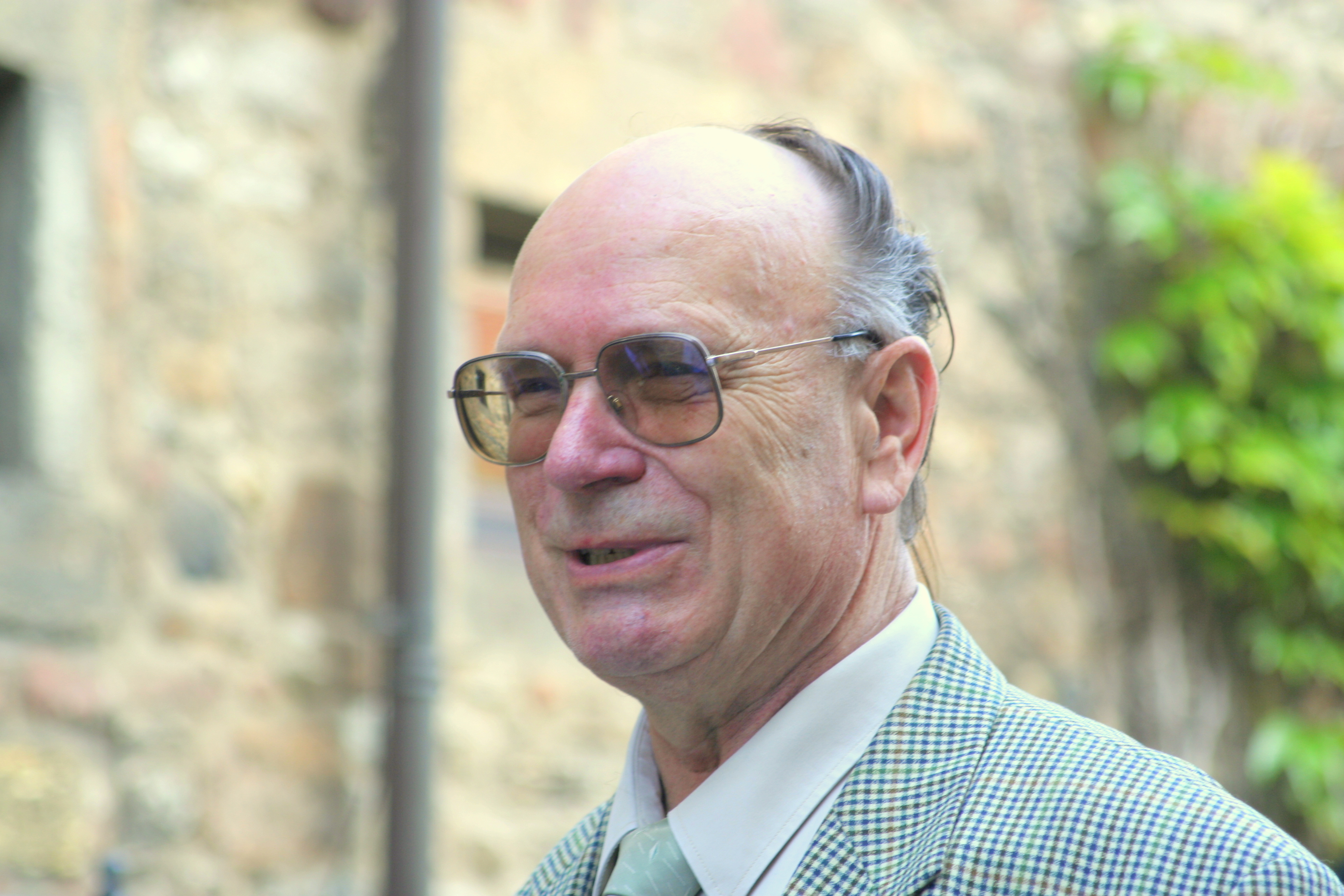
Wolfgang Metzler

Wolfgang Metzler (* 19. September 1941 in Limburg an der Lahn; † 2. April 2021 in Weilmünster) war ein deutscher Mathematiker und Musiker.

## Leben
Wolfgang Metzler wurde als Sohn des Mathematiklehrers Hans Metzler und der Musiklehrerin Elfriede Metzler geboren. Er ging in Usingen zur Schule und studierte ab dem Wintersemester 1961 Mathematik und Musik in Frankfurt. 1965 legte er das Staatsexamen für das Lehramt an Gymnasien ab und promovierte 1968 bei Wolfgang Franz in Reiner Mathematik über den Homotopietyp von Linsenraumprodukten (Diffeomorphismen zwischen Produkten mit dreidimensionalen Linsenräumen als Faktoren). Von 1966 bis 1972 war er Assistent bei Wolfgang Franz, bis er am 1. Oktober 1972 zum ordentlichen Professor an der Johann Wolfgang Goethe-Universität ernannt wurde. Die Habilitation erfolgte 1974. Er nahm Forschungsaufenthalte in Cornell (NY, USA), Ann Arbor (MI, USA), Urbana (IL, USA), Tallahassee (FL, USA) und Chelyabinsk (RU) wahr. Von 1992 bis 1993 war er Dekan des Fachbereichs Mathematik und Informatik. Er blieb auch nach seiner Pensionierung mathematisch in Forschung und Lehre aktiv.
Metzler war seit 1968 mit Helga Barth verheiratet, ein Jahr danach wurde ihre Tochter geboren. Nach dem Tod seiner Frau 1994 heiratete er 1995 Ingrid Baumann.

## Mathematisches Werk
Wolfgang Metzler leistete maßgebliche Beiträge zu den Gebieten Geometrische Topologie und Kombinatorische Gruppentheorie. Seine Forschung konzentrierte sich insbesondere auf Fragen des (eingeschränkten), (einfachen) Homotopietyps rund um die Andrews-Curtis-Vermutung und dessen Verbindungen zur Theorie der Mannigfaltigkeiten. Sein Hauptaugenmerk lag auf folgendem Problemkreis:
Für zwei 2-dimensionale PLCW-Komplexe {\displaystyle K^{2}} und {\displaystyle L^{2}} gilt die Implikationenkette:
{\displaystyle K^{2}} lässt sich durch Erweiterungen und Kollapse der Dimension kleiner oder gleich 3 in {\displaystyle L^{2}} überführen
{\displaystyle \Rightarrow }{\displaystyle K^{2}} und {\displaystyle L^{2}} haben den gleichen einfachen Homotopietyp
{\displaystyle \Rightarrow } {\displaystyle K^{2}} und {\displaystyle L^{2}} haben den gleichen Homotopietyp
{\displaystyle \Rightarrow } {\displaystyle K^{2}} und {\displaystyle L^{2}} haben isomorphe Fundamentalgruppe und gleiche Eulercharakteristik.
Die Untersuchung der umgekehrten Implikationsrichtungen ist auch heute noch ein wichtiges Arbeitsgebiet; befruchtet von den Ergebnissen und Ideen von Wolfgang Metzler. Insbesondere gab er Gegenbeispiele zur letzten der genannten Implikationen zur Fundamentalgruppe {\displaystyle \mathbb {Z} _{5}\times \mathbb {Z} _{5}\times \mathbb {Z} _{5}} und minimaler Euler-Charakteristik an. Auch die zweite umgekehrte Implikation wurde von ihm widerlegt; er unterschied – zeitgleich mit Martin Lustig – Homotopietyp und einfachen Homotopietyp zweidimensionaler Komplexe. Die erste umgekehrte Implikation ist äquivalent zur verallgemeinerten Andrews-Curtis Vermutung, die 1965 von James J. Andrews und Morton L. Curtis aufgestellt wurde, und bis heute noch offen ist.
Schüler, die im akademischen Bereich tätig sind: Günther Huck, Promotion 1980 (Northern Arizona University)
Martin Lustig, Promotion 1985 (Aix-Marseille Université)
Cynthia Hog-Angeloni, Promotion 1988 (Gutenberg Universität Mainz)
Stephan Rosebrock, Promotion 1990, Habilitation 2019 (Pädagogische Hochschule Karlsruhe)

## Musisch-kulturelles Wirken
Bereits während des Studiums übernahm er 1967 die Leitung des Kirchenchores an der evangelischen Laurentiuskirche in Usingen und behielt diese Aufgabe bis 2011, d. h. über die Emeritierung bei. Zu der Mitwirkung in Gottesdiensten traten über das Jahr verteilt mehrere Konzerte. Eine freie musikalische Improvisation war stets fester, dabei keineswegs üblicher, Bestandteil der Aufführungen.
In der Musischen Gesellschaft war er von 1960 bis zu seinem Lebensende aktiv: zunächst als Chor- und Orchesterleiter, später auch als Lehrer für Musikalische Improvisation. Diese kultivierte er insbesondere in über 40 Improvisationswerkstätten in Zusammenarbeit mit der Evangelischen Akademie in Arnoldshain.
In Reaktion auf sinkende Zuwendungen aus öffentlicher Hand an außerschulische Bildungsträger gerade im musisch-kulturellen Bereich war er 2002 der Mitbegründer der „Stiftung Musische Bildung“ mit Sitz in Usingen. Durch die Arbeit in der Musischen Gesellschaft wirkte er auch im Trägerverein der Hessischen Heimvolkshochschule Burg Fürsteneck mit (ab 1966 im Vorstand, von 2006 bis 2012 als dessen Vorsitzender).

## Publikationen (Auswahl)
- Äquivalenzklassen von Gruppenbeschreibungen, Identitäten und einfacher Homotopietyp in niederen Dimensionen. In: Homological Group Theory, LMS Lecture Note Series 36 (1979), Hrsg. C.T.C. Wall.
- Presentation Classes, 3-manifolds and free products, Springer Lecture Notes in Math. 1167 (1985) (gemeinsam mit Cynthia Hog-Angeloni, Frankfurt und Martin Lustig, Frankfurt)
- Die Unterscheidung von Homotopietyp und einfachem Homotopietyp bei zweidimensionalen Komplexen, Journal für die reine und angewandte Mathematik 403 (1990)

Die Entwicklung des Arbeitsgebiets hat Wolfgang Metzler in zwei Monographien zusammengetragen:
- C. Hog-Angeloni, W. Metzler, A.J. Sieradski: Two-Dimensional Homotopy and Combinatorial Group Theory (= London Mathematical Society lecture note series). Cambridge University Press, 1993, ISBN 978-1-107-36684-8 (englisch, google.com [abgerufen am 15. Februar 2024]).
- W. Metzler, S. Rosebrock: Advances in Two-Dimensional Homotopy and Combinatorial Group Theory (= LONDON MATHEMATICAL SOCIETY LE). Cambridge University Press, 2018, ISBN 978-1-316-60090-0 (google.de [abgerufen am 15. Februar 2024]).